# Meldpunt Kinderporno
De Stichting Meldpunt ter Bestrijding van Kinderpornografie op Internet is het Nederlandse meldpunt voor kinderporno die op internet wordt aangetroffen. De organisatie is in 1995 op initiatief van Felipe Rodriquez op informele wijze van start gegaan. Het is in mei 1996 officieel in werking gesteld door toenmalig minister van Justitie Winnie Sorgdrager. Het Meldpunt werkt samen met andere meldpunten die zijn verenigd in de mede door het Meldpunt opgerichte internationale organisatie INHOPE. Verder werkt het Meldpunt sinds de start nauw samen met diverse instanties van Justitie en politie.
Op 14 mei 1997 is de toenmalige organisatie omgezet in een stichting. Hierna heeft het Meldpunt professioneel personeel in dienst kunnen nemen en functioneren de vrijwilligers voornamelijk nog als bestuur van de stichting. Het bestuur wordt gevormd door vier vrijwilligers; voorzitter was Christine Karman, van de start tot 2006. Het Meldpunt wordt gesponsord door onder meer het Nederlandse ministerie van Justitie, de Europese Commissie via het Safer Internet Program en een aantal Internet Service Providers.
Jaarlijks ontvangt het Meldpunt duizenden meldingen over seksueel misbruik op internet. Deze meldingen ontvangt het van Nederlandse internetgebruikers of van meldpunten aangesloten bij INHOPE. De medewerkers van het Meldpunt controleren of het gemelde materiaal strafbaar is op basis van de Nederlandse wetgeving. Vervolgens controleren zij waar het materiaal gehost staat. Het materiaal dat strafbaar is en op een Nederlandse server staat, sturen de medewerkers naar het KLPD.
Het Meldpunt Kinderporno is in 2012 samen met de forensische polikliniek De Waag initiatiefnemer geweest van de Stop it Now! hulplijn. Dit is een anonieme hulplijn voor mannen met pedofiele en/of pedoseksuele gevoelens, of downloaders van kinderporno.
Inmiddels is het Meldpunt opgegaan in het Expertisebureau Online Misbruik.